# Systena marginalis
Systena marginalis är en skalbaggsart som först beskrevs av Johann Karl Wilhelm Illiger 1807.  Systena marginalis ingår i släktet Systena och familjen bladbaggar. Inga underarter finns listade i Catalogue of Life.